# Acutandra degeerii
Acutandra degeerii är en skalbaggsart som först beskrevs av Thomson 1867.  Acutandra degeerii ingår i släktet Acutandra och familjen långhorningar. Inga underarter finns listade i Catalogue of Life.